# Halul
Halul (ar. جَزِيرَة حَالُول) jedan je od najvažnijih otoka u Kataru. Leži oko 90 km sjeveroistočno od Dohe, služi kao skladišni prostor i terminal za utovar nafte iz okolnih polja na moru. Jedna je od glavnih baza katarske mornarice nalazi se u Halulu. Obala i granično osiguranje također imaju svoje bazw na otoku.
Početkom 1900-ih često su ga posjećivali brodovi za lov bisera.

## Povijest
James Ashley Maude dokumentirao je prvo poznato otkriće otoka u srpnju 1817., nazivajući ga "otok Hawlool". Napisao je:
Maude također primjećuje blizinu otoka velikim nalazištima bisera.
Godine 1823. kapetan George Barnes Brucks izradio je prvu kartu otoka. U Brucksovim memoarima, posthumno objavljenim 1856., ukratko je opisao otok kao i njegov geografski položaj. Napisao je da je otok visok i primijetio prisutnost bunara. Nije poznato jesu li ovi bunari bili prirodne pojave, poput vrtača, ili su ih izgradili ribari. On također primjećuje visoku nadmorsku visinu otoka i tvrdi da je prije bio poznat kao otok May.

Škotski hidrograf James Horsburgh napisao je opis otoka u svom vodiču The India Directory iz 1855. godine. Njegov se prikaz nije mnogo razlikovao od ranijeg opisa koji je dala Maude 1817.
Sve do sredine 20. stoljeća otok je služio kao sklonište mornarima, ribarima i roniocima bisera za vrijeme oluja ili samo kao stanica za odmor tijekom njihovih dugih putovanja.

## Geografija
Otok se nalazi 72 milje jugoistočno od Ras Rakana, i oko 50 milja sjeveroistočno od glavnog grada Dohe. Duga je otprilike 1 milju. Teren je brdovit, a najviši vrh je na visini između 54 i 61 m/nm. Otok je vidljiv s udaljenosti od oko 15 milja, a oko njega je greben koji se proteže do 300 metara od obale. Otok sadrži najistočniju kopnenu masu Katara. S udaljenošću od nešto više od 80 kilometara od najbliže točke kopna Katara, a to je Ra's Abū Qarn na sjeveroistočnoj obali i u općini Al Khor, to je ujedno i najudaljeniji otok zemlje. Otok je osjetljiv na šamalne vjetrove. Smješten 45 milja sjeveroistočno od otoka nalazi se stjenoviti i plitki plićak Shah Allum.

### Geologija
Većina površine otoka leži na slojevima paleozoika. Formacija Hormuz iz razdoblja kambrija je dominantni površinski sloj. To je jedan od samo dva teritorija Katara koji leže na površini paleozoika. Željezni oksidi poput hematita i okera nalaze se na otoku, ali su ostali neiskorišteni zbog visokih troškova ekstrakcije i transporta. Sedimenti kao što su anhidriti, karbonatne stijene i klastične naslage praćene magmatskim stijenama. Vulkanske stijene s otoka K–Ar datiranje 1998. sugerira da su sedimenti formirani prije 33 milijuna godina. Izložene stijene na otoku uključuju dolomiti sastavljeni od tankih lamina (moguće pseudomorfa nakon gipsa) i masivnih ružičastih ili ljubičastih anhidrita. One su obojene željezom, a pukotine su ispunjene materijalima kao što je lapor ili drugim materijalima bogatim glinom.
Zajedno s više od 200 otoka u regiji Perzijskog zaljeva, vjeruje se da je otok Halul nastao dijapirizmom soli koja potječe iz serije infrakambrijskih Hormuških soli.

### Divlje životinje
Otok služi kao stanište nekoliko vrsta morskih životinja i morskih ptica. Više od 80 planinskih koza nastanjuje njegov brdoviti krajolik, proširivši se od skupine od šest planinskih koza koje su prvi put prevezene na otok 1963. godine. Ministarstvo općina i okoliša (MME) surađuje s tvrtkom QatarEnergy na zaštiti i uzgoju divljih životinja na otoku. Među najvažnijim poduzetim inicijativama je sadnja 400 stabala otpornih na slanu vodu i uspostavljanje zaštićenih mjesta za gniježđenje morskih kornjača.

## Industrija
Ubrzo nakon početka naftnih aktivnosti, sredinom 1950-ih vlada je počela ulagati resurse kako bi pretvorila Halul u veliki terminal za utovar nafte. Značaj otoka dodatno je shvaćen 1960-ih nakon što je vlada započela uspostavljanje naftnih polja u moru. Između 1964. i 1966. godine na otoku je izgrađena industrijska infrastruktura. Po stanju iz 2015. , na otoku se nalazi 11 vanjskih plutajućih krovnih spremnika s ukupnim kapacitetom od 5 milijuna barela sirove nafte.
Halul sam proizvodi električnu energiju. Ima devet turbogeneratora snage 43 MW. Dvije Halulove jedinice za desalinizaciju imaju dnevni kapacitet od 400 m3 (110,000 NAS galona).

## Vanjske poveznice
|  | Zajednički poslužitelj ima još gradiva o temi Halul |